# هندریک وید بدی
هندریک وید بُدی (Hendrik Wade Bode، تلفظ اصلی هلندی: هندریک واده بؤده) دانشمند و مخترع آمریکایی هلندی‌تبار و از پیشگامان نظریه کنترل و مخابرات الکترونیک است.